# Crambe tailliezi
Crambe tailliezi är en svampdjursart som beskrevs av Jean Vacelet och Boury-Esnault 1982. Crambe tailliezi ingår i släktet Crambe och familjen Crambeidae. Inga underarter finns listade i Catalogue of Life.